# Ведзебі
Ведзебі (груз. ვეძები) — село в Грузії.
За даними перепису населення 2014 року в селі проживає 7 осіб.